# Wieża widokowa Eliška
Wieża widokowa Eliška – drewniana wieża widokowa we wschodnich Karkonoszach.
W 2015 r. zbudowano drewnianą wieżę widokową o nazwie "Eliška" na wzgórzu Hřebínek, na terenie Grupy Warownej Stachelberg. Widok z niej obejmuje południowo-wschodnie Karkonosze, Žacléř, Wzgórza Bramy Lubawskiej, Góry Krucze, Jestřebí hory.
Ok. 400 m na północny zachód od wieży znajduje się parking przy szosie z Žacléřa do Trutnova.
Koło wieży przechodzą szlaki turystyczne:
  − czerwony, z Trutnova na Przełęcz Okraj
  − zielony, z Trutnova do Žacléřa